# Stampaggio a iniezione

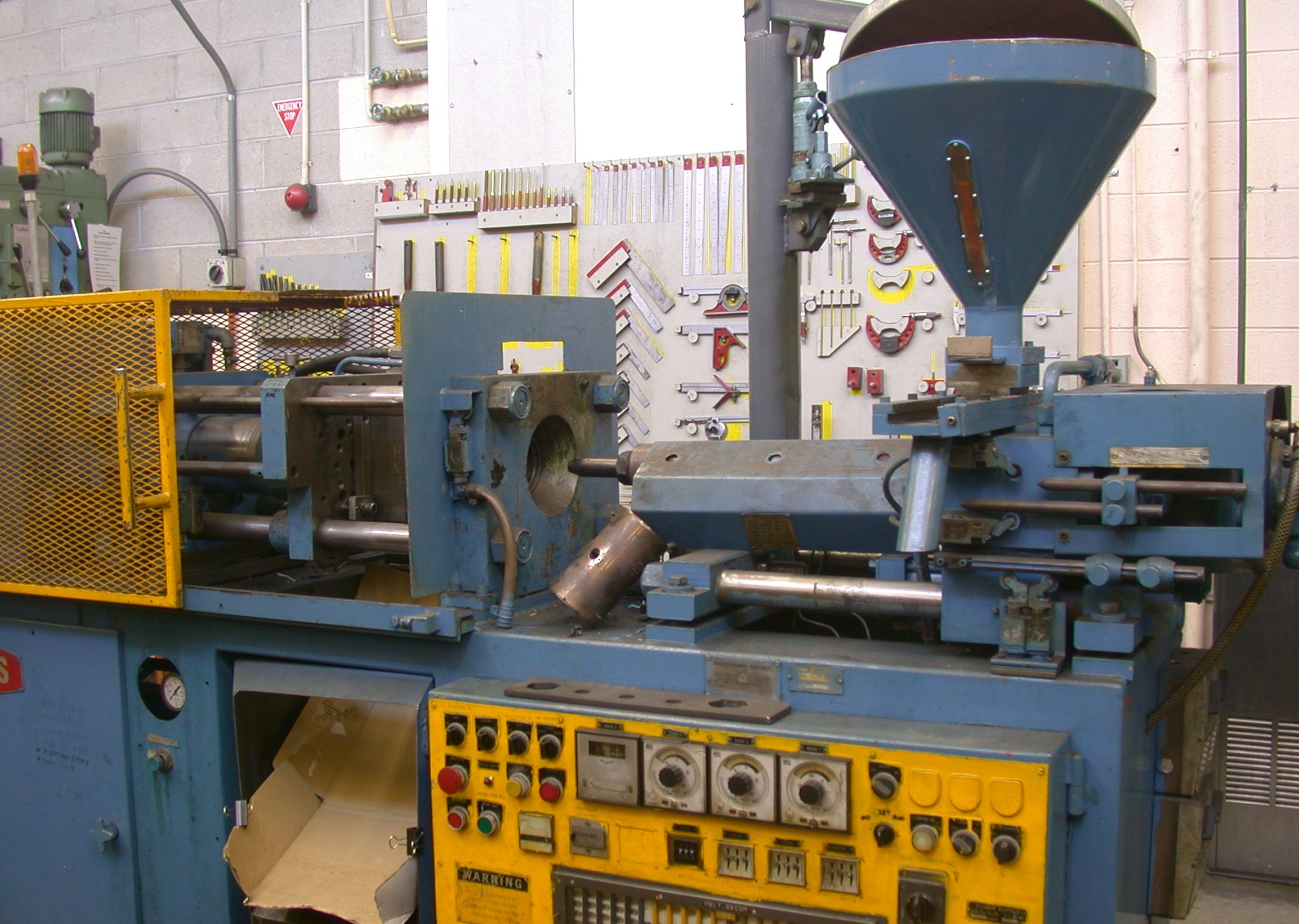
Un macchinario per lo stampaggio a iniezione anni '80

Lo stampaggio a iniezione è un processo di produzione industriale in cui un materiale plastico viene fuso (plastificato) e iniettato ad elevata pressione all'interno di uno stampo chiuso, che viene aperto dopo la solidificazione del manufatto.
Generalmente l'iniezione avviene a pressioni elevate e a temperature abbastanza elevate tali da consentire lo scorrimento del materiale "plastificato" all'interno del macchinario e dello stampo.
Il principio di funzionamento dello stampaggio a iniezione è simile alla pressofusione e da essa derivato.

## Descrizione del macchinario

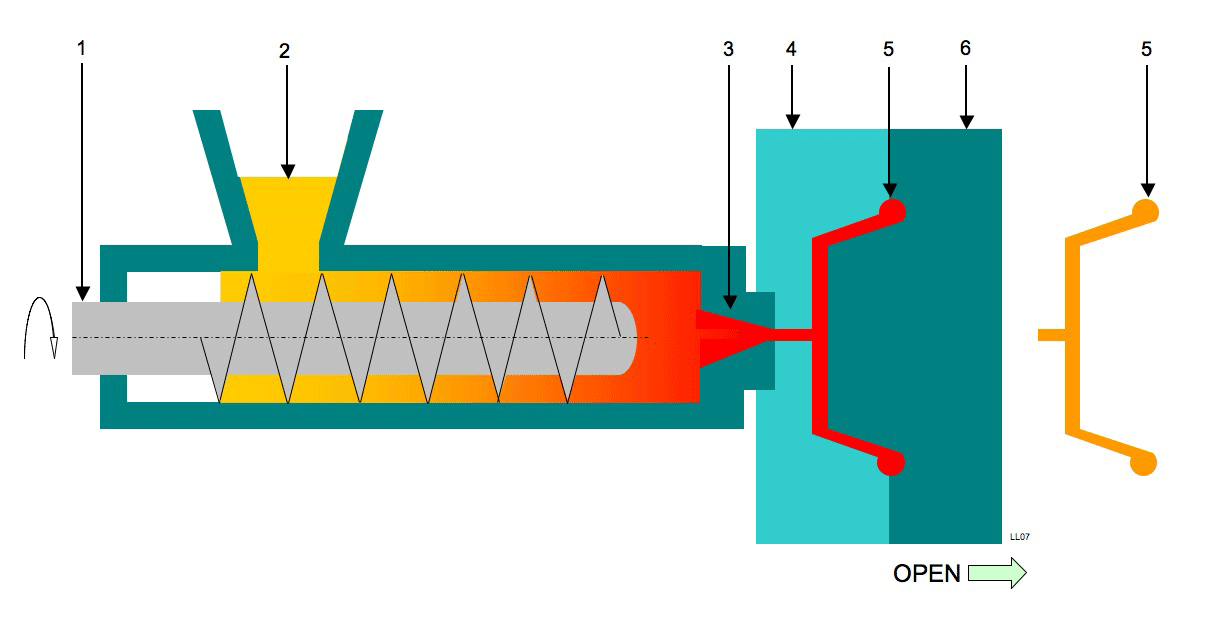
Le componenti principali del sistema di iniezione

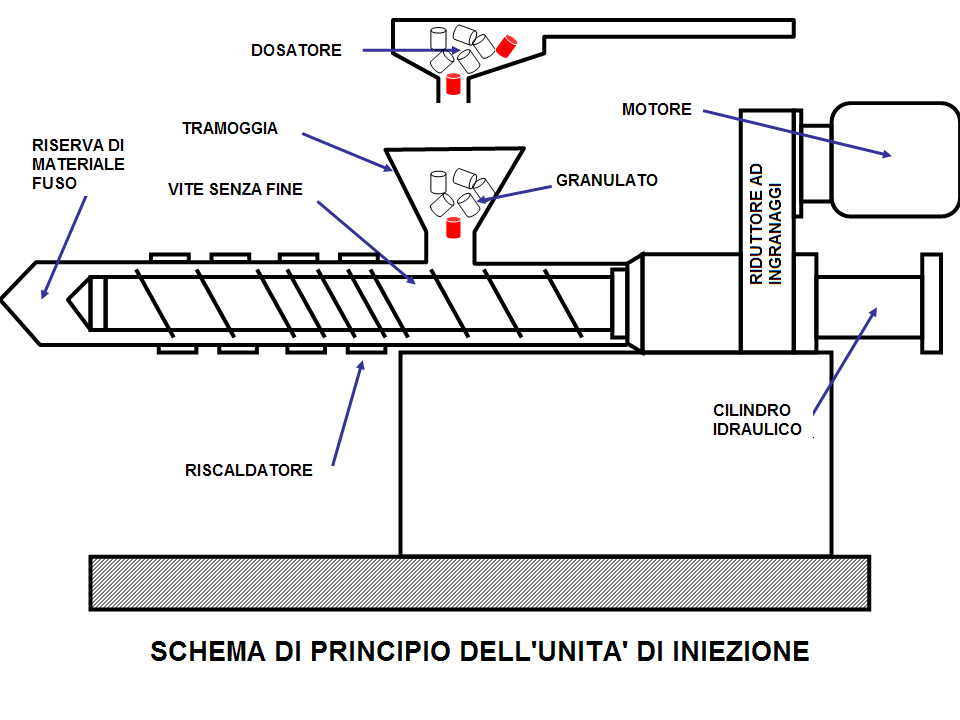
Schema di principio dell'unità di iniezione di una moderna pressa per lo stampaggio a iniezione delle materie plastiche.

Il macchinario (detto pressa ad iniezione) che permette l'operazione di stampaggio a iniezione è costituito da un "gruppo iniezione" collegato a un "gruppo chiusura". Il gruppo iniezione ha il compito di riscaldare fino a fusione e quindi plastificare il materiale e di spingerlo poi all'interno dello stampo (grazie all'azione di un pistone o di una vite mobile, detta anche vite punzonante), mentre il gruppo chiusura ha il compito di tenere chiuso lo stampo (idraulicamente o meccanicamente) durante la fase di iniezione, contrastando l'alta pressione generata dal gruppo iniezione, che tenderebbe ad aprire le due metà dello stampo.
I costituenti principali delle presse per iniezione sono:
- un piano fisso, al quale si fissa un semistampo (normalmente il semistampo femmina, o matrice);
- un piano mobile, al quale si fissa l'altro semistampo (punzone) e che si apre alla fine del processo di raffreddamento per permettere la fuoriuscita del pezzo stampato;
- un sistema di supporto e guida del piano mobile (generalmente 4 colonne a sezione cilindrica effettuano la guida dei semistampo mobile, mentre il supporto del peso viene effettuato su guide prismatiche del basamento);
- un meccanismo di chiusura dello stampo (generalmente una ginocchiera azionata da pistoni idraulici);
- un "gruppo di plastificazione ed iniezione", costituito da una vite senza fine a profilo e sezione variabile, contenuta in un cilindro riscaldato elettricamente; la vite ha la possibilità di ruotare intorno al proprio asse (caricamento e fusione del materiale), retrocedendo durante la fase di caricamento del granulo, e di spostarsi assialmente in avanti, agendo da pistone, durante la fase di iniezione. La testa del cilindro porta un ugello che, attraverso un foro nel piano fisso della pressa, è mantenuto a contatto del foro di iniezione dello stampo;
- una piastra di estrazione, che permette il distacco del pezzo sformato dallo stampo;
- una centralina oleodinamica, che fornisce l'energia per gli azionamenti;
- un basamento di supporto;
- un'unità di governo elettronica, assistita da calcolatore.

Diverse sono le tipologie di presse ad iniezione: da quelle ad azionamento totalmente idraulico, alle più moderne con azionamento elettrico, le quali consentono, grazie all'impiego di servomotori e controlli numerici avanzati, un più veloce ed accurato controllo del processo nonché un risparmio energetico di circa il 20-30%. Esistono anche presse "ibride" con gruppo chiusura idraulico e gruppo di plastificazione/iniezione elettrico, oppure gruppo chiusura e plastificazione elettrici, e piastra di estrazione e movimenti ausiliari idraulici.
La disposizione più diffusa è quella orizzontale (movimento di apertura degli stampi orizzontale), ma per lavorazioni particolari si utilizzano presse verticali.

### Gruppo chiusura
Il "gruppo chiusura" è la parte della macchina dove viene montato lo stampo del pezzo da realizzare; la chiusura stampo è costituita a sua volta dalle seguenti parti:
- il sistema di chiusura dello stampo, che può essere di tipo "a ginocchiera", "doppia ginocchiera", "monobraccio", "a pistone" o "hydroblock";
- il sistema di estrazione del pezzo, meccanico per i pezzi più semplici ed idraulico per pezzi più complessi o delicati.

I parametri identificativi dei gruppi chiusura delle presse sono:
- la forza di chiusura;
- il passaggio colonne, ovvero la massima dimensione trasversale dello stampo che può essere montato;
- la corsa di apertura del piano mobile;
- la distanza massima e minima alla quale i due piani della pressa si possono "chiudere". Ciò incide sulla scelta della pressa in base alla dimensione dello stampo: in una pressa 400-200mm si può alloggiare uno stampo di 300mm, ma non uno più grande o più piccolo dei valori indicati.

Le pressioni sono dell'ordine di qualche centinaio di bar e la forza (in tonnellate) necessaria per tenere chiusi gli stampi è ricavabile dalla seguente formula:
{\displaystyle F={\frac {P\cdot S}{1000}}}
dove P è la pressione di iniezione in kg/cm² (per le unità di misura vedi nota) ed S è la superficie dell'area frontale del pezzo da stampare (in cm²) ortogonale al piano di iniezione. Solitamente questa formula dà una prima approssimazione del tonnellaggio necessario per stampare ad iniezione un prodotto; viene spesso aggiunto come moltiplicatore un fattore C che è funzione dalla complessità del pezzo da produrre, del suo spessore medio, della valutazione "estetica" o meno del particolare.

### Gruppo iniezione
Il gruppo iniezione (o gruppo plastificazione) include la parte del macchinario tra l'arrivo del materiale granulare solido (in genere sotto forma di pellet) all'iniezione del fluido plastificato nello stampo.
Seguendo il percorso compiuto dal materiale, si incontrano principalmente:
- la tramoggia, posta in cima alla macchina, dove il materiale viene uniformato ed eventualmente miscelato con altri materiali, additivi o coloranti (detti masterbatch). Esistono diverse tipologie di tramoggia per il dosaggio, basate principalmente sui sistemi di tipo volumetrico o gravimetrico;
- la vite di alimentazione e plastificazione, posta in un condotto cilindrico riscaldato generalmente da diversi set di resistenze che circondano il condotto e controllabili separatamente.
- l'''ugello di iniezione'', posto alla fine del condotto della vite di plastificazione, atto a convogliare il fluido nel canale d'ingresso dello stampo.

I parametri identificativi dei gruppi iniezione delle presse sono:
- la capacità di plastificazione, ovvero la massima quantità di materiale che può essere iniettato in ciascun ciclo, in cm³;
- i cicli "a vuoto" che la pressa può effettuare alla massima velocità, senza produzione di prodotti.

## Ciclo di funzionamento
All'inizio di un ciclo di stampaggio ad iniezione i granuli del polimero plastico da stampare, contenuti nella tramoggia, vengono fatti cadere all'interno del cilindro della vite di alimentazione e plastificazione, che, posta in rotazione da un motore, porta i granuli, fondendoli, fino alla parte anteriore, qui, per reazione, la vite punzonante arretra fino al raggiungimento della quota definita da programma come "dosatura". Dalla zona iniziale (alimentazione) fino alla zona finale (fusione) all'interno del cilindro, i granuli vengono riscaldati da una serie di resistenze elettriche fino alla loro temperatura di fusione e "plastificati" dalla rotazione della vite seguendo il programma preimpostato dall'operatore in funzione del tipo di materiale, della grammatura del pezzo e della compattezza richiesta dal pezzo finito. Alla plastificazione della massa polimerica contribuisce in modo importante la componente attrito presente fra i granuli stessi e le pareti (filetti) della vite di plastificazione.
La pressa ha nel contempo provveduto alla chiusura dello stampo e può quindi iniziare la fase di iniezione rapida del materiale fino a circa il 98% del peso del pezzo. Il completamento al 100% del pezzo avviene con la seconda fase (fase di "compattamento" o "mantenimento"), mantenendo il materiale in pressione fino a quando il pezzo stampato non si solidifica. Questa seconda fase realizza la "compensazione" del ritiro volumetrico che la materia plastica, raffreddandosi naturalmente, subisce.
A questo punto la logica di gestione della pressa, una volta terminato l'eventuale tempo aggiuntivo di raffreddamento necessario, dà il via all'apertura dello stampo per permettere l'estrazione del pezzo stampato. Questa può avvenire con un sistema a punzone meccanico, con martinetto idraulico, oppure mediante estrazione pneumatica, svitamento elettrico o idraulico. Indi il pezzo espulso dallo stampo cade in un canale sottostante che lo fa depositare in un idoneo contenitore da dove verrà prelevato per le successive fasi di selezione, controllo ed eventuale successiva rifinitura del pezzo. Nelle aziende ad elevata automazione, per aumentare la produzione e permettere il lavoro continuo h 24/24, si ricorre a robot cartesiani o a manipolatori antropomorfi che prelevano il pezzo o più pezzi e li pallettizzano secondo uno specifico programma di lavoro.
Può iniziare quindi un nuovo ciclo, con una nuova fase di chiusura.
Il ciclo macchina tipico è quindi composto dalle seguenti fasi:
- Caricamento e plastificazione: la vite posta in rotazione preleva il materiale per caduta (in granuli dalla dimensione variabile da 1 a circa 5 mm) da una tramoggia fissata al cilindro; il materiale, avanza verso la testa del cilindro, fonde per effetto del riscaldamento del cilindro e dell'attrito contro le pareti. L'accumulo del materiale plastificato nella parte anteriore del cilindro fa arretrare la vite determinando la quantità di materiale che verrà iniettata;
- Chiusura e bloccaggio dello stampo: i due semi stampi vengono avvicinati velocemente in bassa pressione e a pochi decimi di distanza vengono bloccati in posizione di massima forza di chiusura;
- Iniezione: alla vite viene applicata una velocità controllata da programma, con libertà di utilizzo della pressione idraulica disponibile. La vite, spostandosi rapidamente in avanti, come un pistone, forza il materiale fuso, attraverso l'ugello, nella cavità dello stampo. (fase: "controllo in velocità");
- Mantenimento in pressione: la vite continua ad essere spinta in avanti solitamente con una pressione più bassa di quella di iniezione, mantenendo la pressione sul materiale finché questo non è solidificato. (fase: "controllo in pressione");
- Rilascio della pressione della vite;
- Rotazione della vite per preparazione al nuovo ciclo: vedi "caricamento e plastificazione";
- Arretramento del gruppo iniezione (movimento opzionale);
- Eventuale attesa di raffreddamento del materiale nello stampo;
- Apertura dello stampo ed estrazione / espulsione del pezzo  (automatica, manuale o assistita da manipolatori esterni) dei pezzi.

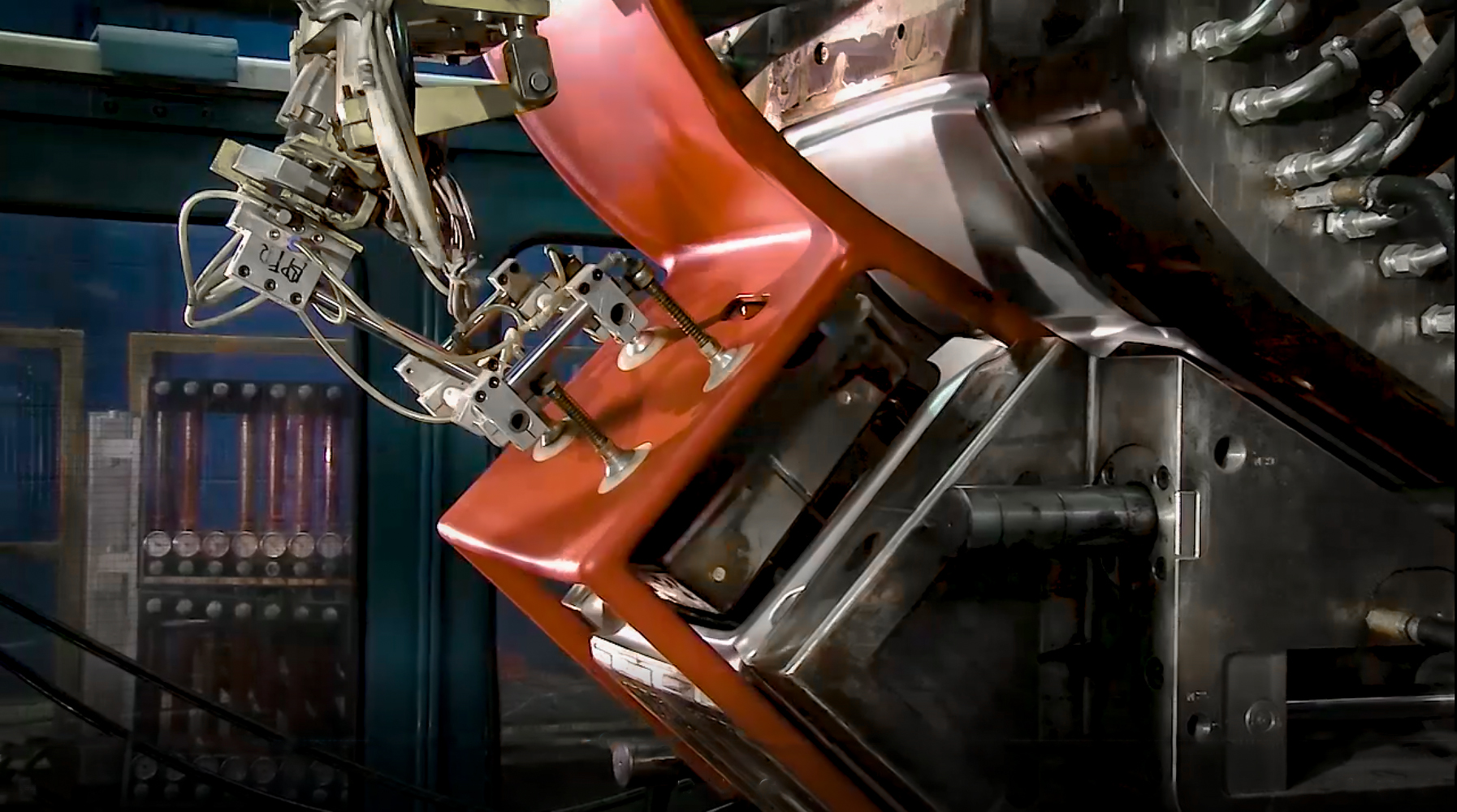
Estrazione di un pezzo (sedia) dallo stampo con l'ausilio di ventose.

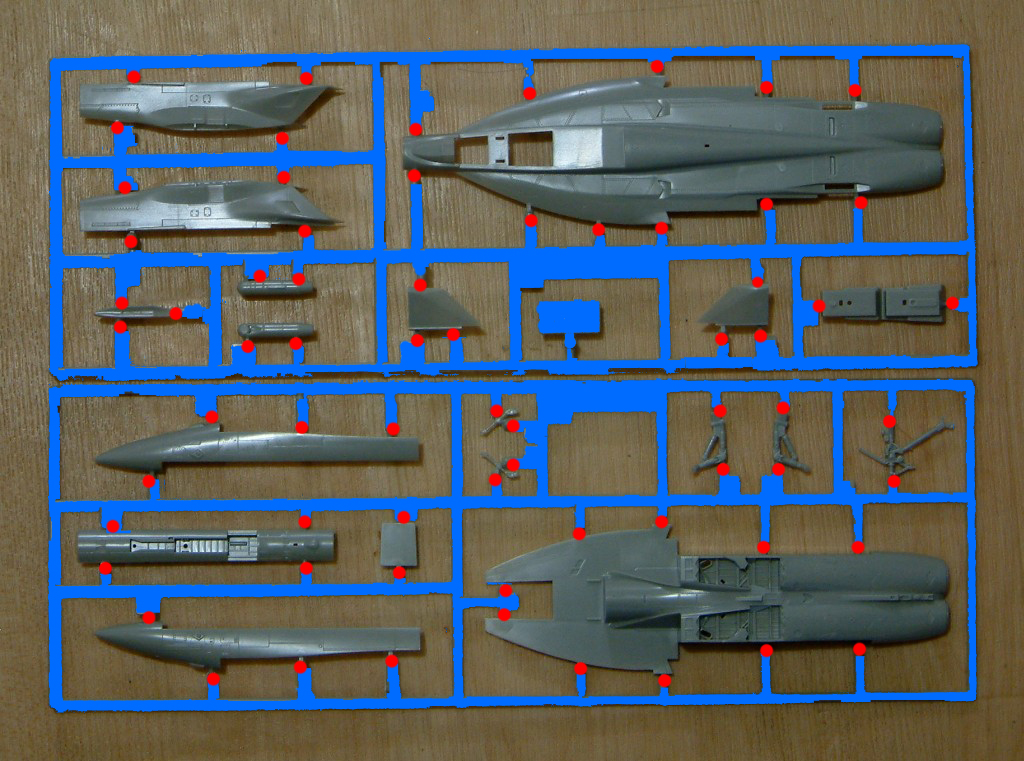
Pezzi ottenuti attraverso stampaggio ad iniezione; sono presenti anche i residui di lavorazione relativi ai canali di adduzione (segnati in blu) e ai gate (segnati in rosso). Nell'immagine pezzi di una scatola di montaggio di un modello di McDonnell Douglas F/A-18 Hornet

I pezzi ottenuti richiedono in certi casi operazioni accessorie come l'asportazione del materiale degli attacchi di iniezione (materozze), la sbavatura, l'esecuzione di fori ecc, ma spesso sono perfettamente finiti. È possibile realizzare il co-stampaggio di inserti metallici filettati o particolari in acciaio che, alla fine del processo, risulteranno saldamente inglobati al manufatto.
Negli ultimi anni si assiste al graduale inserimento di presse da iniezione di tipo elettrico, che permettono velocità di movimento dei piani elevate, silenziosità, e bassa manutenzione, pulizia ed elevata ripetibilità dei cicli. Ulteriori ampliamenti del processo di iniezione sono raggiunti mediante la costruzione di presse con più gruppi di iniezione, capaci di iniettare due o più materiali contemporaneamente (alternativa all'aggiunta di un iniettore satellite), oppure presse con più gruppi chiusura che permettono di realizzare fasi di stampaggio multiple su stampi rotanti. Il concetto di funzionamento rimane però lo stesso appena descritto, con l'aggiunta dell'eventuale sovrapposizione di movimenti.
L'alto costo delle attrezzature necessarie alla produzione di particolari plastici (gli stampi) ha richiesto la creazione di software dedicati alla pre-progettazione del manufatto, simulando il processo di stampaggio con algoritmi estremamente complessi. Il risultato di queste elaborazioni può essere utilizzato per progettare lo stampo in modo semi-definitivo.
Solitamente sono sempre necessarie messe a punto in macchina del processo simulato, in quanto la simulazione teorica fornisce indicazioni valide quanto i dati immessi: la costruzione reale comporta tolleranze e precisione di lavorazione spesso non analizzabili dal software.

## Sistema di iniezione a camera calda
Il sistema di iniezione più utilizzato per pezzi tecnici e di piccola grammatura è il cosiddetto sistema a camera calda: esso consiste in un distributore metallico inserito nella parte fissa dello stampo (parte a diretto contatto con il carro-pressa), ramificato o meno, a seconda del numero di figure dello stampo e adeguatamente bilanciato nei canali di scorrimento del materiale, per ammortizzare e distribuire uniformemente la pressione di iniezione e la temperatura del fuso, e terminante ogni canale in un ugello o puntale dal quale, al momento dell'iniezione, fuoriesce il materiale.
Inoltre, il sistema a camera calda può essere provvisto di un otturatore (spillo) controllato da un pistone al posto del puntale puntiforme. I sistemi ad otturatore possono essere utilizzati per dettagli di alta grammatura o con spessori elevati che richiedono una portata di flusso maggiore. Per materiali caricati con fibre lunghe, a causa delle sezioni ristrette e del conseguente aumento dello shear stress locale, gli otturatori non sono consigliati. Il sistema ad otturatori, e più generalmente i sistemi a "camera calda", permettono un ampio range progettuale agli stampi e di conseguenza al design, questo grazie alla possibilità di posizionare le iniezioni dove più è teoricamente consigliabile. Con un sistema ad otturatori comandati, è ovviamente possibile una sequenzialità di apertura, che può portare a risoluzione di notevoli problemi tecnici ed estetici. Le pressioni elevatissime in gioco vengono così ridotte notevolmente, salvaguardando le attrezzature, e permettendo la realizzazione di prodotti con basse tensioni interne.
I vantaggi economici di questa tecnica di stampaggio sono innanzitutto il risparmio di materiale (eliminazione della/e materozza/e), la miglior gestione delle pressioni nello stampo e la flessibilità costruttiva. Di contro, si assiste ad una manutenzione più elevata necessaria per mantenere il sistema efficiente, ed a una notevole complessità generale della attrezzatura.
Lo svantaggio principale è il costo: mediamente, una camera calda con ugelli puntiformi per uno stampo a due figure, con gate compreso tra 0,8 mm e 1,5 mm, può raggiungere le migliaia di euro; questo ne giustifica l'acquisto per produzioni continuative e di massa, come per l'industria del packaging (stampi Stack) o per l'Automotive. Il fatto, poi, di poter eliminare quasi totalmente la materozza può portare ad un abbassamento dei costi decisamente favorevole per tale soluzione tecnica.